# Peter Johannesson
Peter Johannesson (* 12. Mai 1992 in Göteborg) ist ein schwedischer Handballspieler.

## Karriere
Johannesson begann beim schwedischen Verein GIK Wasaiterna mit dem Handballspiel. Ab 2009 lief der 1,91 m große und 94 kg schwere Torwart für IK Sävehof auf, mit dem er 2010, 2011 und 2012 die Elitserien gewann. Mit Sävehof erreichte er in der EHF Champions League 2010/11 und 2012/13 die Gruppenphase, 2011/12 sogar das Achtelfinale. Im EHF Challenge Cup 2013/14 feierte er seinen ersten internationalen Titel. Im Oktober 2015 wechselte Johannesson zum deutschen Erstligisten HBW Balingen-Weilstetten. Zur Saison 2017/18 wurde Johannesson vom TBV Lemgo verpflichtet. Mit Lemgo gewann er den DHB-Pokal 2020. Ab der Saison 2022/23 hütete er das Tor vom Bergischen HC. Im Sommer 2024 wechselte er zum dänischen Erstligisten GOG.
Peter Johannesson stand im Aufgebot der schwedischen Jugend- und Juniorennationalmannschaften. Bei der U-18-Europameisterschaft 2010 wurde er Siebter. Bei der U-20-Europameisterschaft 2012 unterlag er Slowenien im Spiel um Platz 3, wurde aber zum besten Torhüter des Turniers gekürt. Bei der U-21-Handball-Weltmeisterschaft 2013 wurde er Junioren-Weltmeister und als bester Torwart ins All-Star-Team gewählt.
In der Schwedischen A-Nationalmannschaft debütierte Johannesson am 10. Januar 2013 gegen Tschechien. Bei der Europameisterschaft 2022 bestritt er fünf von neun Spielen auf dem Weg zum Titelgewinn.